# Dekobō no jidōsha ryokō
Dekobō no jidōsha ryokō (凸坊の自動車旅行? lett. "Il viaggio in automobile di Dekobo") è un cortometraggio giapponese del 1934.

## Trama
Dekobō e il suo cane Pochi viaggiano in automobile. Ad un tratto una ruota si buca e, fermatisi a causa della gomma a terra, i due vengono derisi da un'aquila di passaggio.
Dekobō, furioso, si scaglia contro l'uccello e con un pugno lo mette KO. L'aquila chiede perdono e gli offre di portarlo in volo dove desideri.
Dekobō accetta l'offerta e, assicurata l'auto con delle funi all'aquila, vola verso la luna assieme a Pochi. Durante il viaggio le corde si spezzano e l'automobile precipita in mare. Le avventure di Dekobō continuano sott'acqua.